# Meta Quest 3
El Meta Quest 3 es un visor de realidad virtual (VR) desarrollado por Meta Platforms. Fue presentado el 1 de junio de 2023 y se espera que sea lanzado a finales de 2023.

## Especificaciones

### Hardware
A diferencia de su predecesor, el Quest 2, el Quest 3 cuenta con tres sensores en forma de píldora en la parte frontal. Las píldoras izquierda y derecha son cámaras a color, mientras que la cámara central es un sensor de profundidad. El sensor de profundidad admite la «creación de malla del entorno», lo que permite al usuario interactuar con su entorno desde dentro del visor, mientras que las cámaras a color brindan una mejor experiencia de realidad mixta. En las esquinas del visor se encuentran cámaras de seguimiento. En la parte inferior del visor hay un control de volumen y una rueda para ajustar la distancia interpupilar del visor. Una publicación de blog acompañante del anuncio del Quest 3 señala que tiene un «perfil óptico un 40% más delgado» en comparación con el Quest 2.
Utilizará el Snapdragon XR2 Gen 2, un sistema en chip fabricado por Qualcomm, que Meta promocionó como tener el doble de rendimiento que el Snapdragon XR2 utilizado por el Quest 2.
El Quest 3 se enviará con los controladores actualizados Quest Touch, similares en diseño a los controladores Touch Pro utilizados por el Meta Quest Pro, con una retroalimentación háptica mejorada y sin anillo de seguimiento. Será compatible con los controladores Touch Pro anteriores.

### Software
El Quest 3 contará con un sistema de realidad mixta conocido como «Meta Reality». Es compatible con el catálogo de juegos y aplicaciones del Quest 2. Según VentureBeat, el Quest 3 se lanzará con Asgard's Wrath 2. Durante una presentación privada a los empleados, el vicepresidente de realidad virtual de Meta, Mark Rabkin, declaró que había planes para lanzar 41 aplicaciones y juegos en el momento del lanzamiento.

## Lanzamiento
Según una hoja de ruta obtenida por The Verge en febrero de 2023, Meta planeaba lanzar el Quest 3, con el nombre en código interno «Stinson», más adelante ese año. La hoja de ruta de The Verge se corrobora con archivos, incluyendo esquemas, del Quest 3 compartidos en septiembre de 2022 por el analista de realidad virtual Brad Lynch.
Antes de un anuncio oficial, el escritor de Bloomberg Mark Gurman publicó un boletín el 28 de mayo de 2023, informando desde un evento privado donde había recibido una demostración práctica de un prototipo del Quest 3, con el nombre en código «Eureka». Antes de una presentación digital de juegos de realidad virtual más tarde ese día, Meta reveló oficialmente el Quest 3 el 1 de junio de 2023 a través de un video en Instagram de Mark Zuckerberg. El avance anunció que el Quest 3 se lanzaría a finales de 2023 y tendría un precio de $499.99 para un modelo con 128 GB de almacenamiento (con opciones de almacenamiento más grandes que se anunciarán en el futuro). Se espera que se presente información adicional durante el Meta Connect el 27 de septiembre de 2023. Varias publicaciones señalaron el momento del anuncio, ya que se realizó cuatro días antes de la Conferencia Mundial de Desarrolladores de Apple (WWDC), donde se espera que la empresa anuncie su propio visor de realidad mixta.

## Recepción

### Prelanzamiento
En un informe práctico publicado antes de la presentación oficial, el escritor de Bloomberg, Mark Gurman, encontró que el nuevo diseño rastreaba su mano con menos precisión. Meta explicó que mejorará la precisión con el tiempo.